# Ectopimorpha californica
Ectopimorpha californica är en stekelart som beskrevs av Heinrich 1961. Ectopimorpha californica ingår i släktet Ectopimorpha och familjen brokparasitsteklar. Inga underarter finns listade i Catalogue of Life.